# Habana Blues
Pour plus de détails, voir Fiche technique et Distribution.
Habana Blues est un  film espagnol, français et cubain réalisé par Benito Zambrano, sorti le 15 mars 2005.

## Synopsis
À Cuba, Ruy et Tito sont deux amis d'enfance passionnés par la musique. Ils essaient de vivre au jour le jour de leur passion. Les deux musiciens accumulent les petits boulots pour subvenir à leurs besoins et enregistrer leur maquette. Ils se lancent aussi dans l'organisation de leur premier concert pour se faire connaître. Ils gardent leur humour et leur espoir malgré les difficultés. Quand deux producteurs espagnols débarquent à Cuba à la recherche de nouveaux talents, Ruy et Tito tentent leur chance.

## Fiche technique
- Titre : Habana Blues
- Réalisation : Benito Zambrano
- Scénario : Ernesto Chao et Benito Zambrano
- Production : Antonio P. Pérez, Camilo Vives, Fabienne Vonier et Ignacio Santamaría
- Musique : Dayan Abad, Equis Alfonso, Descemer Bueno, Kiki Ferrer, Magda Rosa Galván, José Luis Garrido, Juan Antonio Leyva et Kelvis Ochoa
- Photographie : Jean-Claude Larrieu
- Montage : Fernando Pardo
- Costumes : Vladimir Cuenca
- Pays d'origine :  Espagne,  Cuba,  France
- Format : couleur - 1,85:1 - Dolby Digital - 35 mm
- Genre : drame, musical
- Durée : 110 minutes
- Dates de sortie :
  - 15 mars 2005 (première à Séville)
  - 18 mars 2005 (Espagne)
  - 10 juin 2005 (Cuba)
  - 11 janvier 2006 (France)
  - 8 février 2006 (Belgique)

## Distribution
- Alberto Yoel : Ruy
- Roberto Sanmartín : Tito
- Yailene Sierra : Caridad
- Zenia Marabal : Luz María
- Marta Calvó : Marta
- Roger Pera : Lorenzo
- Tomás Cao : Álex
- Julie Ladagnous : Julie

## Autour du film
- Le tournage s'est déroulé à Cienfuegos et La Havane, à Cuba.

## Distinctions
- Nomination au Goya du meilleur réalisateur, meilleur montage et meilleure musique en 2006.